# Adherbal (Numidien)

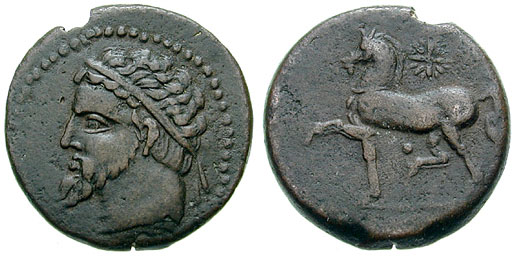
Adherbal zugeschriebene Münze mit dem Bild eines galoppierenden Pferds auf dem Revers

Adherbal (berberisch ⴰⴷⵉⵔⴱⴰⵍ Adirbal) war von 118 bis 112 v. Chr. König der numidischen Massylier.

## Leben
Adherbal war der älteste Sohn des Königs Micipsa. Da im numidischen Königreich nicht die Thronfolgeordnung der Primogenitur galt, hatten außer ihm weitere Prinzen Anrecht auf die Nachfolge nach Micipsas Tod im Jahr 118 v. Chr. Thronerben waren außer Adherbal auch sein Bruder Hiempsal I. sowie Jugurtha, ein unehelicher Sohn von Micipsas Bruder Mastanabal. Letzterer hatte einen legitimen Sohn Gauda, der aber nur als nachrangiger Erbe Micipsas behandelt wurde. So musste Adherbal die Macht mit seinem Bruder Hiempsal und seinem Adoptivbruder Jugurtha teilen, konnte aber mit ihnen bei einer Besprechung keine Einigung erzielen. Die drei Prinzen trennten sich, wobei Hiempsal die Stadt Thirmida als Residenz wählte und Adherbal als der Älteste wahrscheinlich in der numidischen Hauptstadt Cirta blieb. Jugurtha strebte indessen 117 v. Chr. die Alleinherrschaft über Numidien an und ließ Hiempsal umbringen. Danach bekriegte er auch Adherbal, der weniger militärische Erfahrung besaß, und besiegte ihn in einer Schlacht.
Daraufhin floh Adherbal nach Rom und bemühte sich, den Senat davon zu überzeugen, Maßnahmen gegen Jugurtha zu ergreifen und ihm wieder zur Herrschaft in Numidien zu verhelfen. Er argumentierte, dass Numidien der römischen Rechtsprechung unterliege, und verwies auf seinen schon von seiner Abstammung von Massinissa herrührenden Status eines römischen Bundesgenossen. Auch müsse der Senat allen Bedrängten helfen, die in den unter römischer Hegemonie stehenden Ländern wohnten. Gesandte Jugurthas teilten an die Senatoren Bestechungsgelder aus, um die Unterstützung von Adherbals Anliegen durch Rom zu unterbinden. Hierdurch konnte Jugurtha einen Teil der Senatoren auf seine Seite ziehen, während eine andere Fraktion des Senats, insbesondere der spätere Konsul Marcus Aemilius Scaurus der Ältere, sich für Adherbals Interessen einsetzte.
Der Senat schickte 117 v. Chr. zehn Kommissare unter der Leitung des Konsulars Lucius Opimius mit der Aufgabe nach Numidien, das Land zwischen den beiden rivalisierenden Königen aufzuteilen. Diese Entscheidung nützte vor allem den Interessen Roms, weil sie die Entstehung eines numidischen Großreichs verhinderte und beide Könige zwang, weiterhin die Allianz mit Rom zu suchen. Adherbal erhielt die unfruchtbarere, stärker urbanisierte östliche Reichshälfte mit der Hauptstadt Cirta, Jugurtha das reichere und bevölkerungsstärkere Westnumidien. Der genauere Grenzverlauf zwischen den Gebieten Jugurthas und Adherbals ist nicht mehr feststellbar.
Jugurtha fand sich mit der Machtteilung wiederum nicht ab und griff Adherbal unter dem Vorwand, dass dieser ihm nach dem Leben getrachtet habe, 112 v. Chr. erneut an. Adherbal wollte zunächst den Krieg vermeiden, da er sich seinem Gegner militärisch nicht gewachsen fühlte. Schließlich musste er dem mit einer ansehnlichen Streitmacht vorrückenden Jugurtha doch Widerstand zu leisten versuchen. In einem nächtlichen Überfall zersprengte Jugurtha bei Cirta Adherbals Heer und belagerte diesen in Cirta. Eine erste römische Gesandtschaft vermochte Adherbals Situation nicht zu verbessern. In einem Brief bat der niedergeschlagene König den Senat unter abermaligem Verweis auf seinen Status als römischer Bundesgenosse dringend um Beistand. Der Senat war aber zu keinem energischen Eingreifen entschlussfähig und schickte neuerlich eine unter der Leitung des Marcus Aemilius Scaurus stehende Gesandtschaft nach Numidien. Auch diese Delegation konnte bei Jugurtha nichts erreichen. Die Belagerung Cirtas zog sich indessen in die Länge. Auf Druck der in der Stadt wohnenden Italiker, die auf den Senat hofften, kapitulierte Adherbal schließlich unter der Bedingung der Schonung seines Lebens. Nach Öffnung der Stadttore ließ Jugurtha jedoch Adherbal vertragswidrig foltern und töten sowie zahlreiche Einwohner niedermetzeln. Da hierbei auch römische Bürger getötet wurden, kam es in der Folgezeit zum Jugurthinischen Krieg mit der Römischen Republik (111–105 v. Chr.).